# Бондаренко, Елизавета Владимировна
Елизавета Владимировна Бондаренко (род. 1 июля 1999 года, Ростов-на-Дону) — российская легкоатлетка, специализирующийся в прыжках с шестом. Мастер спорта России международного класса (2020).

## Биография
Родилась 1 июля 1999 года в Ростове-на-Дону. В 2017 году там же окончила среднюю школу № 53. Воспитанница спортивной школы № 1. Тренируется под руководством своего отца Владимира Геннадьевича Бондаренко.
В 2015 году победила на летнем Европейском юношеском Олимпийском фестивале.
В 2017 году получила звание «Мастер спорта России», в 2020 году — «Мастер спорта России международного класса».
В 2019 году стала бронзовым призёром чемпионата Европы по лёгкой атлетике среди молодёжи.
В августе 2022 года завоевала бронзовую медаль чемпионата России в Чебоксарах.
С 2024 года работает корреспондентом на ВГТРК Дон-ТР.

## Основные результаты

### Международные
| Год  | Соревнования                                       | Место проведения   | Место | Результат |
| ---- | -------------------------------------------------- | ------------------ | ----- | --------- |
| 2015 | Чемпионат мира среди юношей                        | Кали, Колумбия     | —     | NM        |
| 2015 | Летний Европейский юношеский Олимпийский фестиваль | Тбилиси, Грузия    | 1     | 4,20 м    |
| 2018 | Чемпионат мира среди юниоров                       | Тампере, Финляндия | 4     | 4,35 м    |
| 2019 | Чемпионат Европы среди молодёжи                    | Евле, Швеция       | 3     | 4,35 м    |

### Национальные
| Год  | Соревнования                 | Место проведения | Место | Результат |
| ---- | ---------------------------- | ---------------- | ----- | --------- |
| 2019 | Чемпионат России в помещении | Москва           | 8     | 4,20 м    |
| 2019 | Чемпионат России             | Чебоксары        | 9     | 4,25 м    |
| 2020 | Чемпионат России в помещении | Москва           | 4     | 4,55 м    |
| 2021 | Чемпионат России в помещении | Москва           | 7     | 4,35 м    |
| 2021 | Чемпионат России             | Чебоксары        | —     | NM        |
| 2022 | Чемпионат России в помещении | Москва           | 5     | 4,45 м    |
| 2022 | Чемпионат России             | Чебоксары        | 3     | 4,45 м    |
| 2023 | Чемпионат России в помещении | Москва           | 6     | 4,30 м    |
| 2023 | Чемпионат России             | Челябинск        | 5     | 4,45 м    |